# Hanwha Q-Cells
Hanwha Q-Cells – producent i globalny dostawca ogniw fotowoltaicznych, z siedzibą w Seulu, Korea Południowa i Thalheim, Niemcy. Spółka jest notowana na nowojorskiej giełdzie NASDAQ (symbol giełdowy: HQCL).
Hanwha Q-Cells Co. Ltd. powstała w lutym 2015 roku z połączenia Hanwha Q-Cells i Hanwha SolarOne. Przedsiębiorstwo należy do globalnej grupy Hanwha Group. W siedzibie Technologii i Jakości w Thalheim (Niemcy), firma posiada działy badań i rozwoju, zarządzania jakością oraz marketingu i sprzedaży. Hanwha Q-Cells do końca 2015 roku zwiększyła swój nakład produkcyjny w zakładach w Malezji, Chinach i Korei Południowej do poziomu 4,3 gigawatów w ogniwach słonecznych i modułach. Masowa produkcja w Niemczech została natomiast wstrzymana w marcu 2015 roku. Hanwha Q-Cells posiada biura sprzedaży w wielu krajach w Azji, Australii, Europie i obu Amerykach. Spółka skupia się na swoich 2 największych markach: Q.Cells oraz Hanwha Solar. Obecnie w firmie pracuje ok. 9300 pracowników, z czego 400 w Niemczech.

## Historia
Q-Cells zostało założone w 1999 roku. W lipcu 2001 roku w Thalheim firma uruchomiła pierwszą linię produkcyjną polikrystalicznych ogniw słonecznych. W lutym 2008 roku firma zdobyła nagrodę dla „Najlepszego pracodawcy w Niemczech 2008”. W kwietniu 2009 roku, spółka była kandydatem do zdobycia europejskiej nagrody w kategorii „Biznes roku”, która przyznawana jest firmom wykazującym nadzwyczajne zyski finansowe, silny rozwój, innowacyjne strategie biznesowe, a także będącym liderem w swojej branży.
W czerwcu 2009 roku spółka przejęła Solibro GmbH, producenta cienkowarstwowych paneli fotowoltaicznych na bazie miedzi, indu, galu. Moduły te pozostały w obrocie do czasu sprzedaży Solibro w 2012 roku, wykazując się 13,4% sprawnością – najwyższą, swego czasu, w masowej produkcji paneli cienkowarstwowych.
W marcu 2010 roku Q-Cells zostało wyróżnione za kampanię komunikacyjną ‘Sun Sun Sun’ w ramach „EU Sustainable Energy Award” wykazując się szczególnym zaangażowaniem na rzecz efektywności energetycznej, ‘czystego’ transportu i promowania odnawialnych źródeł energii.

Od lipca 2011 roku firma była partnerem reklamowym niemieckiego klubu piłkarskiego Borussia Dortmund. Współpraca trwała przez 5 lat i obejmowała realizację systemu fotowoltaicznego na dachu stadionu Signal Iduna Park. Wykorzystane cienkowarstwowe moduły fotowoltaiczne korzystają z technologii Q.SMART.

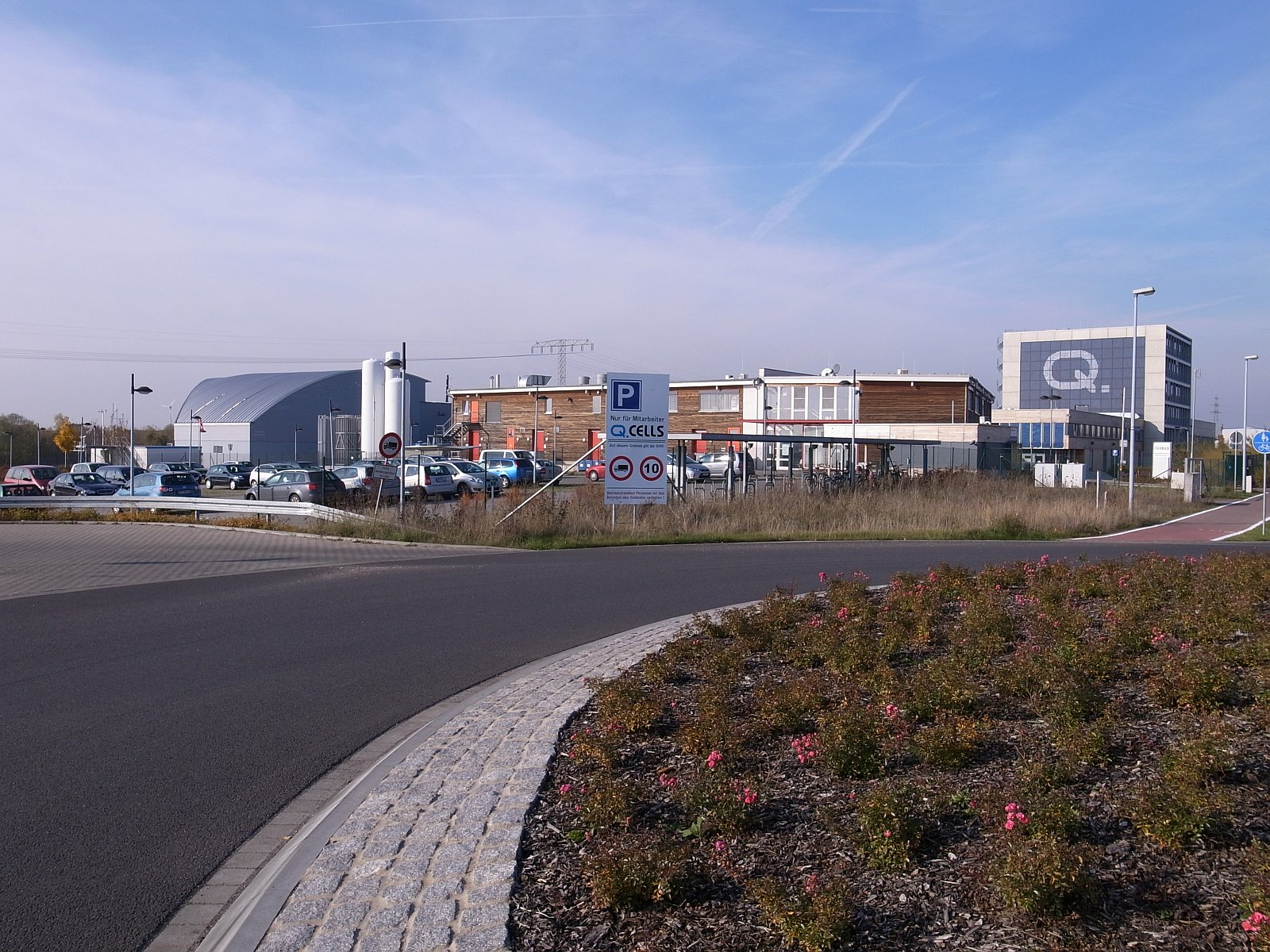
Q-Cells

## Kluczowe dane
Q-Cells SE w roku obrotowym 2011 zanotowało znaczne straty. Ponad połowa kapitału zakładowego została wyczerpana. Plan naprawczy nie przyniósł poprawy sytuacji i tym samym 3 kwietnia 2012 roku firma przedstawiła wniosek o wszczęcie postępowania upadłościowego.
| Rok  | Obrót (w mln. €) | Liczba pracowników | Produkcja (w MWp) |
| ---- | ---------------- | ------------------ | ----------------- |
| 2002 | 17,3             | 82                 | 9,3               |
| 2003 | 48,8             | 207                | 27,7              |
| 2004 | 128,7            | 484                | 75,9              |
| 2005 | 299,4            | 767                | 165,7             |
| 2006 | 539,5            | 964                | 253,1             |
| 2007 | 858,9            | 1707               | 389,2             |
| 2008 | 1251,3           | 2568               | 574,2             |
| 2009 | 790,4            | 2780               | 551               |
| 2010 | 1354,2           | 2379               | 1014              |
| 2011 | 1023             | >2000              | 783               |

## Produkty
Hanwha Q-Cells jest częścią południowokoreańskiej spółki Grupy Hanwha i sprzedaje swoje produkty pod dwoma markami Q.Cells oraz Hanwha Solar.

### Q CELLS
Pod marką Q.Cells łączy się produkty fotowoltaiczne, projektowane pod kątem wysokiej wydajności i jakości.
Q.PRO G4 260-270W
Wysokowydajny moduł polikrystaliczny w klasie efektywności do 270Wp reprezentuje kolejny etap ewolucyjny wśród najlepszych paneli polikrystalicznych (zgodnie z badaniami przeprowadzonymi przez magazyn PHOTON w 2013 i 2014 roku). Ich zakres rozciąga się od systemów fotowoltaicznych dla prywatnych inwestorów do ogromnych elektrowni słonecznych przedsiębiorstw handlowych.
Q.PLUS G4 270-280W
Nowe, wysokowydajne moduły fotowoltaiczne wykorzystujące technologię Q.ANTUM, która pozwala na uzyskanie wysokich uzysków nawet w warunkach niskiego poziomu nasłonecznienia.
Q.PEAK G3 265-280W
Wysokowydajna seria produkowana z myślą o klientach indywidualnych.
Wszystkie z powyższych produktów wykorzystują technologie ‘Q.Cells Hot-spot Protect’, ‘Anti-PID’ oraz ‘Traceable Quality’, zwiększające bezpieczeństwo oraz podnoszące wydajność paneli.

### Hanwha Solar
Pod marką Hanwha Solar, firma sprzedaje moduły fotowoltaiczne serii HSL 60 S i 72 S, które charakteryzują się atrakcyjnym stosunkiem ceny do wydajności.

## Badania i rozwój
Produkty Hanwha Q-Cells opracowywane są w centrali w Niemczech i produkowane w zakładach produkcyjnych w Malezji, Korei Południowej i Chinach. W lipcu 2011, Q-Cells ogłosiło przełom badawczy w produkcji polikrystalicznych ogniw fotoelektrycznych, które osiągnęły sprawność na poziomie 18,1 procenta. Moduł ten oparty był na nowej technologii nazywanej Q.ANTUM. Poprzedni rekord wynosił 17,8 proc.
Q.ANTUM dotyczy złożonej architektury ogniwa solarnego. Technologia jest oparta na tylnej pasywacji ogniwa i zawiera wiele dodatkowych cech pozwalających na uzyskanie maksimum energii w rzeczywistych warunkach pracy instalacji. Q.ANTUM zwiększa moc wyjściową, polepsza współczynniki temperaturowe, oferując jednocześnie specjalne technologie ochrony przed degradacją, napięciami indukowanymi oraz zjawiskiem hot-spot. Ogniwa produkowane masowo w tej technologii osiągają już 19,5% sprawności. We wrześniu 2015 modułowi fotowoltaicznemu Q.PLUS-G4 Q.ANTUM została przyznana nagroda “Solar Industry Award 2015” w dziedzinie innowacji.
Firma posiada również programy wymiany z uczelniami i instytucjami badawczymi. Partnerami współpracy spółki są niemieckie i międzynarodowe ośrodki badawcze, takie jak Fraunhofer Institute for Solar Energy Systems (ISE) z Freiburga, Institute for Solar Energy Research (ISFH), centrum Fraunhofer’a krzem-fotowoltaika (CSP) w Halle, Centrum Energy Research w Holandii (ECN), Helmholtz-Zentrum w Berlinie oraz Uniwersytet w Konstancji.